# Ex-monastero di San Silvestro
L'ex-monastero di San Silvestro è un ex edificio religioso di Firenze situato in Borgo Pinti 62-64-66.

## Storia

### Il monastero

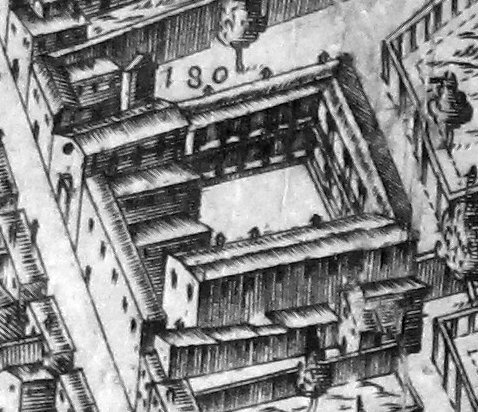
Il monastero nella pianta del Buonsignori (1584-1594)

Il nucleo più antico dell'edificio si deve all'acquisto fatto nel 1531 da Francesco Minerbetti, arcivescovo di Sassari e poi di Arezzo, di un terreno posto in questa zona, destinato a monastero femminile, che riprendeva il nome di un più antico monastero in via Salvestrina, soppresso nel 1453. Questo atto di beneficenza scioglieva un voto che il vescovo aveva fatto circa il ritorno dei Medici a Firenze, dopo che la Repubblica aveva confiscato tutti i beni della sua famiglia col pretesto dello scandalo del duello tra Andrea Minerbetti e Giovanni Buonaparte, avvenuto sotto la loggia del Mercato Nuovo per l'amore della bella Alessandrina Acciaioli.
Con l'assedio di Firenze nel 1530 i Medici ripresero dunque possesso della città e il vescovo, tornato nella piena facoltà delle ricchezze familiari, sciolse il voto spendendo ben 50.000 scudi nell'impresa. La condizione per accedere al monastero era che le religiose, in tutto tredici, dovessero essere di nobile famiglia da parte di entrambi i genitori e fossero scelte tra quelle i cui antenati avessero rivestito la carica di Gonfaloniere di Giustizia.
Costruito entro il 1536 il monastero e la relativa chiesa e posto sotto la regola benedettina con la denominazione di San Silvestro. All'inizio vi risiedevano solo tredici donne di nobile famiglia, più tre converse di altrettanto buona famiglia.
Nel Seicento Cosimo III vi fece rinchiudere la figlia di un pascià rapita dai cavalieri di Santo Stefano come preda di guerra e portata a Livorno quasi come schiava. Il devotissimo granduca di Toscana l'adottò dandole il nome di "Umiliana de' Medici" (chiaro il riferimento alla beata Umiliana) e rinchiudendola nel monastero più esclusivo della città dove morì a 84 anni nel 1753. La chiesa pubblica, affacciata sulla strada, aveva opere di Agnolo Gaddi, Fabrizio Boschi e Cosimo Ulivelli, il quale aveva affrescato anche alcuni ambienti del monastero. Le monache, che osservavano una clausura strettissima, usavano un'altra chiesa interna, nella quale si trovava anche il loro pozzo di sepoltura.
Il complesso fu ampliato nel 1716 per munificenza medicea (come ricorda una targa sulla facciata) con un cantiere affidato all'ingegnere Piero Giannozzi che, tra l'altro, realizzò dal lato della proprietà confinante con gli Ximenes un porticato voltato a sette arcate, con loggia e stanze al lato superiore.

### Casa di Rifugio

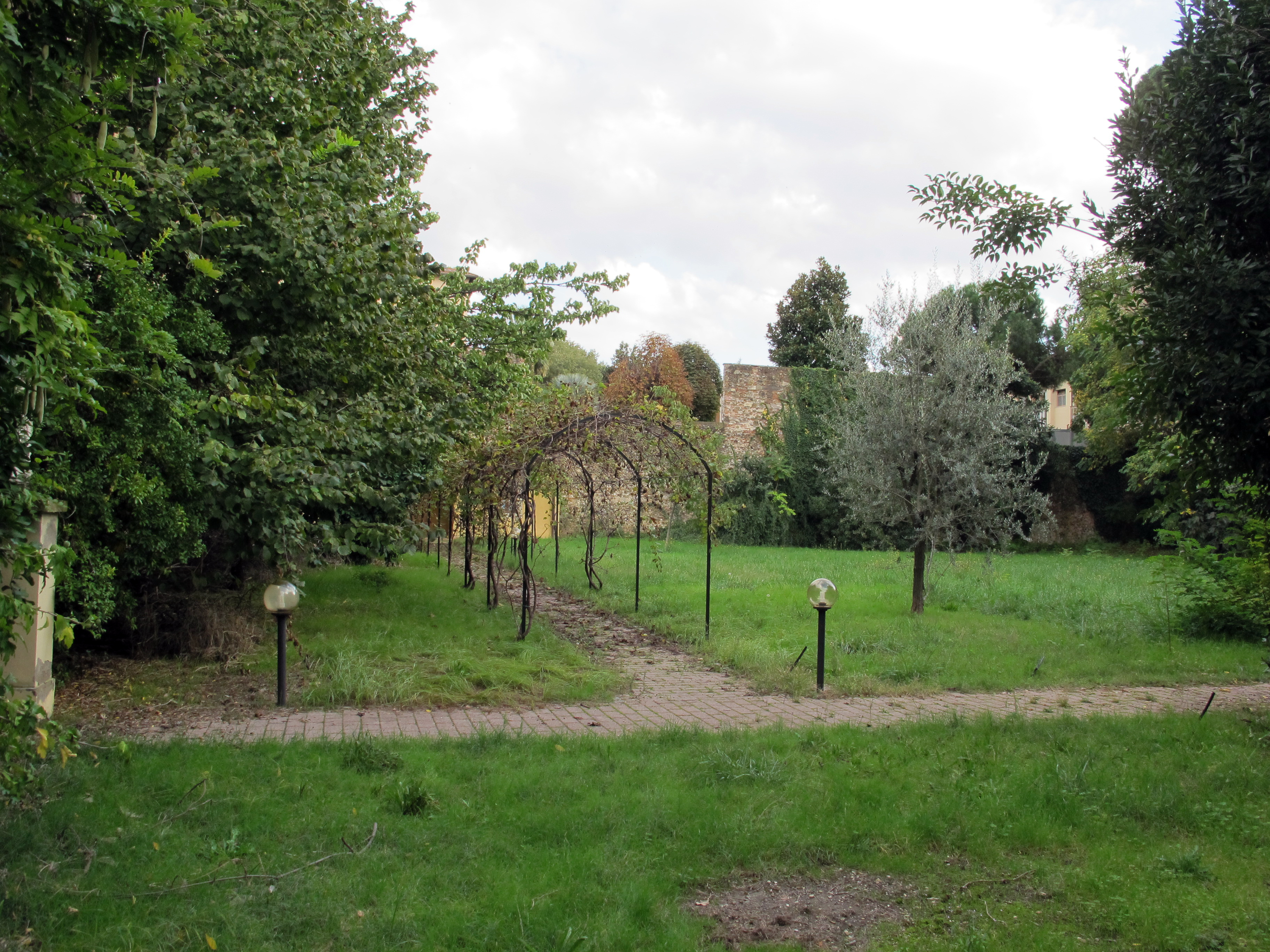
Gli "orti" sul retro

Soppresso nel 1808 e impoverito delle opere d'arte, il complesso fu ripristinato nel 1816 e, nel 1865, destinato a "Casa di rifugio delle fanciulle povere pericolanti", istituita e affidata al canonico del Capitolo della Cattedrale Antonio Fossi. Questi, nel 1872, acquisì la porzione già del monastero carmelitano di Santa Maria Maddalena de' Pazzi rimasta da questo lato e separata dall'altro nucleo per la realizzazione del nuovo tratto di via della Colonna, con l'intento di creare un unico corpo di fabbrica.
L'intervento fu affidato all'architetto Leopoldo Pasqui che prestò per l'occasione la propria opera a titolo gratuito. Oltre ai vari lavori che interessarono gli interni, Pasqui costruì ex novo l'edificio di collegamento tra le due strutture affacciato su borgo Pinti, intervenendo parallelamente con la riconfigurazione dei prospetti sulla stessa strada e su via della Colonna, "al fine dell'ottenimento di una unitarietà linguistica adeguata alle nuove architetture di Firenze Capitale, che la limitatezza dell'impegno finanziario di spesa traduce in un neocinquecentismo scarno che indugia solo sui rari portali lapidei a bugna. In angolo tra i due assi viari, al piano terra, vengono aperti alcuni vani (in parte oggi non più di proprietà) adattabili a botteghe e laboratori artigiani, il cui affitto permetteva all'istituzione di dotarsi di una rendita".

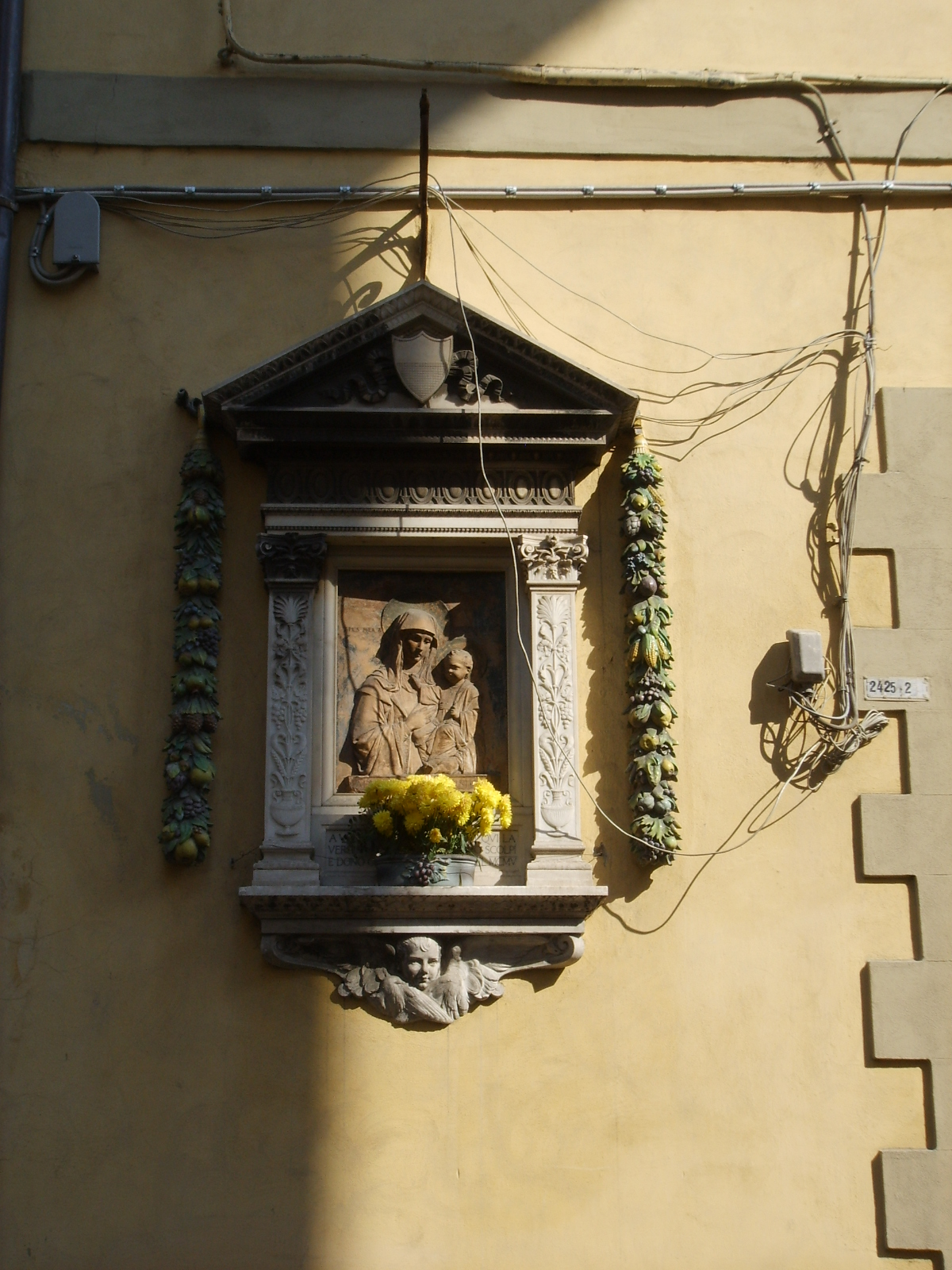
Tabernacolo del 1905

### Istituto San Silvestro
Trasferitesi le Benedettine Sivestrine a Montughi nel 1884 (preso il monastero di Santa Marta), l'istituto (dal 1888 trasformatosi in Opera Pia) fu affidato alle monache belghe della Provvidenza dell'Immacolata Concezione.
Negli anni successivi la struttura conobbe una notevole attività accompagnata tuttavia da varie difficoltà economiche che portarono l'amministrazione, nel 1892, a vendere ai Panciatichi l'antico convento delle Silvestrine confinante con la loro proprietà, che non poco aveva sofferto con l'amputazione del palazzo a seguito dell'apertura della nuova via Giuseppe Giusti. Con il ricavato della vendita, tra l'altro, vennero operate alcune migliorie negli interni su progetto dell'ingegnere Gino Casini. "Il riadattamento si concluse intorno al 1940, quando si realizzò al piano terra la palestra-teatro con le camere soprastanti, assestando i livelli dei piani e allineandoli con il fabbricato ottocentesco realizzato dal Pasqui" (Tramonti).
Con la denominazione di Istituto femminile di San Silvestro la struttura ospitò quindi una scuola elementare parificata, una media e un educandato. Chiusa la struttura scolastica nel 1997 l'immobile fu oggetto di nuovi interventi a cura del Comune di Firenze che negli ambienti realizzò una Residenza Sanitaria Assistita e una Residenza per autosufficienti (gestite unitariamente a Montedomini), un asilo nido, un centro diurno per disabili e un centro di aggregazione per il quartiere.
Oggi vi ha sede anche il Sovrano Militare Ordine di Malta.

## Descrizione
In prossimità del numero civico 78r (in corrispondenza dello sbocco di via Laura) è un tabernacolo composto attingendo al repertorio delle robbiane, racchiudente una Madonna di stile quattrocentesco ma di fattura del primo Novecento, come chiarisce l'iscrizione sottostante che riconduce fattura e donazione a un certo Cesare Corsi senese, datando il tutto al 1905. Il tabernacolo è in effetti un costante richiamo alla città di Siena, direttamente evocata nel timpano dal suo stemma, la balzana, e quindi dalla stessa iconografia della Vergine che, per quanto riletta in chiave neorinascimentale, è una trasposizione in bassorilievo del dipinto noto come Madonna del Voto, opera di  Dietisalvi di Speme della seconda metà del Duecento, conservato nel sacello omonimo della Cattedrale senese. Vi si legge:
| A VENERARSI DA' FIORENTINI QVI LA VERGINE DEL VOTO LA SVA MANO SCOLPÌ E DONÒ CESARE SENESE NEL MCMV |

Un'epigrafe, presso il n. 64, dettata nel 1716 dal canonico Ruggero Minerbetti ne tramanda la fondazione:
| D O M COENOBIUM HOC D. SILVESTRO DICATUM PRO VIRGINIBUS NOBILIBUS FLORENTINIS FRAN. MINERBETTI THOMA EQUITIS FIL. ARCHIEP. TURRI TANUS EPISCOP. ARRETINUS ARCHID. FLORENT. ET S.S. D.D.LEONIS X. ET CLEMENTIS VII. PRAELATUS DOMEST. A FUNDAMENTIS EREXIT. ET DO TAVIT. A. D. M. D. XXXVIIII. NE FACTI PEREAT MEMORIA ROGERIUS MINERBETTI. HORATIJ SENAT. FIL. CANONICUS FLOREN TINUS. NEC NON IN SAC. MILIT. ORD. D. STEPHANI PRIOR URBINI. ET HORATIUS EQUES EJUSD. SAC. ORD. EX FRATRE HENRICO SENAT. NEPOS. UT POTE A PATRE FUNDATORIS RECTA DESCENDENTES MONUMENT. HOC PONENDUM CURARUNT. A. D. M. D. CCXVI. |

La traduzione è: "Francesco Minerbetti figlio del cavalier Tommaso, arcivescovo di Sassari, vescovo aretino dell'arcidiocesi di Firenze e prelato domestico delle loro santità Leone X e Clemente VII, eresse dalle fondamenta e dotò per le fanciulle nobili fiorentine questo cenobio dedicato a san Silvestro nell'anno 1539. Affinché non si perda la memoria del fatto, Ruggero Minerbetti figlio del senatore Orazio, canonico fiorentino oltre che titolare del priorato di Urbino nel Sacro Ordine Militare di S. Stefano e Orazio cavaliere del medesimo Sacro Ordine, nipote del senatore da parte del fratello Enrico, in qualità di discendenti legittimi dal padre del fondatore, hanno fatto porre questo monumento nell'anno 1716".
Al 66, nella porzione con il fronte organizzato su cinque assi per tre piani, comunque privo di elementi architettonici di rilievo, è presente un bando degli Otto che, facendo riferimento a un decreto del 1668, proibisce nell'area del monastero di giocare, fare sporcizia, precisando il divieto alle meretrici e alle donne disoneste "di stare e abitare" in prossimità dello stesso (BA sta per "braccia", P per "per"):
| [GLI SPET]TABILI SIGNORI OTTO PROIBISCONO A QVALVNQVE PERSONA IL GIOCARE A OGNI SORTE GIVOCO FAR RVMORE O TVMVLTO ORINARE IL FARE O DIRE QVAL SIVOGLIA ALTRA SORTE DI SPORCIZIE VICINO ALLA CHIESA DEL MONASTERO DI S. SILVESTRO A BRACCIA 50 SOTTO PENA DI SCVDI DVA DI CATTVRA [E] DI PIV́ PROIBISCONO ALLE MERETRICE O DONNE DISONESTE DI ALCVNA SORTE IL STARE ET ABITARE VICINO AL DETTO MONASTERO A BA 100 P OGNI VERSO SOTTO PENA DI LIRE 200 COME P DECRETO DE 9 GIVGNIO 1668 |